# Accord de Panchsheel
Pour les articles homonymes, voir Pañcasīla.

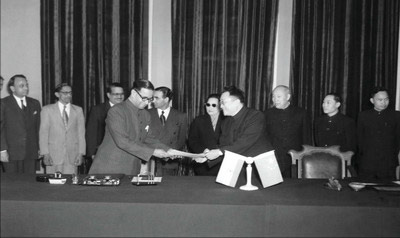
N. Raghavanet Zhang Hanfu échangent des références avant de signer l'accord le 29 avril 1954 à Pékin.

L’accord de Panchsheel, aussi appelé « accord sur le commerce et les relations entre le Tibet chinois et l'Inde » (Agreement on Trade and Intercourse Between the Tibet Region of China and India), est un accord controversé entre l’Inde et la République populaire de Chine (RPC) signé le 29 avril 1954.
La RPC proposa de discuter avec l'Inde car Pékin craignait que ne s'initie une alliance anglo-indienne.
À l'issue de discussions débutées en décembre 1953, l'accord fut signé à Pékin le 29 avril 1954 par Chang Han-Fu, vice-ministre des Affaires étrangères de la RPC et Nedyam Raghavan, ambassadeur de l'Inde en Chine.
Le préambule de l’accord comporte Cinq Principes, qui devinrent la base de la politique étrangère de l’Inde par la suite. Il s'agit des principes suivants  :
1. respect mutuel envers l’intégrité du territoire et la souveraineté de chacun,
2. non-agression mutuelle,
3. non-interférence mutuelle,
4. égalité et bénéfice mutuels,
5. coexistence pacifique.

Ce document reconnaissait essentiellement le contrôle de la Chine sur le Tibet.
Lors d'une discussion en 1954 au parlement indien au sujet du Panchsheel, Bhimrao Ramji Ambedkar déclara :
« Notre premier ministre dépend du Panchsheel qui a été adopté par le camarade Mao et le Panchsheel qui est une des propositions dans le traité de Non-Agression sur le Tibet. Je suis étonné en effet que notre honorable premier ministre considère ce Panchsheel sérieusement. Honorables membres du Parlement, vous devez savoir que le Panchsheel est une des parts significatives du Dharma du Bouddha. Si shri Mao avait ne serait-ce qu'un iota de foi dans le Panchsheel, il aurait traité les bouddhistes dans son pays de manière différente »
J. B. Kripalani (en) déclara « Panchsheel est né dans le péché, car il a été créé pour donner son aval à la destruction d'une nation ancienne qui nous est associée culturellement et spirituellement et qui a pleinement le droit de jouir de son autonomie et de son indépendance. »,.
Après la guerre sino-indienne de 1962, l'accord ne fut pas reconduit.
En 1962, Hugh Richardson écrit au sujet de cet accord : « C'est là le point où la conduite du gouvernement indien est la plus critiquable : que l'énonciation de ces principes grandiloquants repose sur l'acceptation indienne de l’extinction de la liberté et de l'intégrité territoriale du Tibet, et que la connexion établie de longue date par traité entre l'Inde et un Tibet de facto indépendant — officiellement reconnu comme tel cinq ans seulement auparavant — puisse être balayée sans que son existence soit jamais mentionnée ».
Pour Claude Arpi, cet accord pourrait être plus correctement classé comme un "traité inégal", selon la terminologie chinoise.